# Альварес, Элейдер
Элейдер Альварес Байтар (исп. Eleider Álvarez Baytar; род. 8 апреля 1984, Апартадо, Колумбия) — колумбийский боксёр-профессионал, выступающий в полутяжёлой (англ. Light heavyweight (175 lb, 79,4 кг)) весовой категории. Участник Олимпийских игр (2008), чемпион Панамериканских игр (2007) в полутяжёлом весе в любителях. Среди профессионалов действующий чемпион по версии WBC Continental Americas (2020—н. в.) в полутяжёлом весе. Бывший чемпион мира по версиям WBO (2018—2019) и IBA (2018—2020), обязательный претендент на титул чемпиона мира по версии WBC (2015—2018), чемпион по версиям WBO Inter-Continental (2020) и WBC Silver (2014—2018) в полутяжёлом весе.

## Любительская карьера
Стал победителем Панамериканских игр 2007 в весовой категории до 81 кг.
Выступал за сборную Колумбии на Олимпийских играх 2008 в весовой категории до 81 кг. Во втором раунде соревнований уступил британцу Тони Джеффрису.

## Профессиональная карьера
Дебютировал на профессиональном ринге 28 августа 2009 года, одержав победу нокаутом в первом же раунде.
28 сентября 2013 года победил по очкам бывшего претендента на титул чемпиона мира в средней и второй средней весовых категориях колумбийца Эдисона Миранду.
25 октября 2014 года встретился с непобежденным южноафриканцем Рино Либенбергом. Либенберг проводил первую защиту принадлежащего ему титула WBC Silver. В 6-м раунде Альварес отправил Либенберга в нокдаун и победил техническим нокаутом в 7-м раунде.

### Претендентский бой с Айзеком Чилембой
28 ноября 2015 года победил по очкам малавийца Айзека Чилембу и стал обязательным претендентом на титул чемпиона мира в полутяжёлом весе по версии WBC.

### Бой с Лучианом Буте
4 февраля 2017 года нокаутировал в 5-м раунде экс-чемпиона мира во 2-м среднем весе румына Лучиана Буте (32-3-1, 25КО). После чего следующий бой Альваарес должен провести против чемпиона мира по версии WBC в полутяжелом весе Адониса Стивенсона.

### Бой с Жаном Паскалем
3 июня 2017 года победил по очкам экс-чемпиона мира в полутяжёлом весе канадца Жана Паскаля (31-4-1).

### Чемпионский бой с Сергеем Ковалёвым
4 августа 2018 года состоялся бой между Элейдером Альваресом и россиянином Сергеем Ковалёвым (32-2-1, 28 KO) в американском городе Атлантик-Сити. Первые два раунда Ковалёв проводил умеренно активную разведку, однако встречал молниеносную реакцию соперника — джеб в открывающуюся голову. Альварес, работая вторым номером, пресекал атаку за атакой, и российский боксёр ввязываться в плотный бой не спешил. Затянувшееся прощупывание публика не одобряла, в некоторых моментах даже раздавался недовольный свист. В третьем раунде обмен ударами стал нарастать, и в следующей трехминутке российский боксёр обрушил на голову колумбийца целую серию ударов — один из которых оказался чувствительным. В пятом и шестом раундах определилось доминирование российского боксёра, а Альварес не мог этому что-либо противопоставить. Но в середине 7-го раунда Ковалёв пропустил крепкий удар правой и не устоял на ногах. После отсчета рефери российский боксёр энергично продолжил схватку, придавая собственной защите мало значения. Альварес моментально воспользовался слабой обороной соперника, и последствия его «двойки», нанесенной в голову Ковалёва, оказались уже более ощутимыми. Тем не менее, Ковалёв вновь поднялся и вновь изъявил желание драться. Однако очередной сокрушающий удар колумбийца поставил точку в противостоянии — Сергею Ковалёву было засчитано поражение нокаутом.

### Реванш с Сергеем Ковалёвым
Сергей Ковалёв победил колумбийца Элейдера Альваресав в поединке, который состоялся во Фриско (США). Проведение реванша предусматривал контракт на первый бой. Россиянин одержал победу единогласным решением судей: 116—112, 116—112, 120—108. Таким образом, Ковалёв смог вернуть себе чемпионский пояс WBO в весовой категории до 79,38 кг. Альварес потерпел первое поражение на профессиональном ринге в своем 25 поединке.
22 августа 2020 года проиграл нокаутом в 9-м раунде бывшему претенденту на титул чемпиона мира в полутяжёлом весе американцу Джо Смиту-младшему.

## Статистика профессиональных боёв
В таблице перечислены результаты всех поединков боксёров.
В каждой строке указан результат поединка. Дополнительно номер поединка обозначен цветом, который обозначает итог поединка. Расшифровка обозначений и цветов представлена в нижеследующей таблице.
| Пример | Расшифровка                     |
| ------ | ------------------------------- |
|        | Победа                          |
|        | Ничья                           |
|        | Поражение                       |
|        | Планируемый поединок            |
|        | Поединок признан несостоявшимся |
| КО     | Нокаут                          |
| ТКО    | Технический нокаут              |
| PTS    | Решение судей (по очкам)        |
| UD     | Единогласное решение судей      |
| MD     | Решение большинства судей       |
| SD     | Раздельное решение судей        |
| RTD    | Отказ от продолжения боя        |
| DQ     | Дисквалификация                 |
| NC     | Поединок признан несостоявшимся |

| 27 поединков, 25 побед (13 нокаутом), 2 поражения. | 27 поединков, 25 побед (13 нокаутом), 2 поражения. | 27 поединков, 25 побед (13 нокаутом), 2 поражения. | 27 поединков, 25 побед (13 нокаутом), 2 поражения. | 27 поединков, 25 побед (13 нокаутом), 2 поражения. | 27 поединков, 25 побед (13 нокаутом), 2 поражения. | 27 поединков, 25 побед (13 нокаутом), 2 поражения. | 27 поединков, 25 побед (13 нокаутом), 2 поражения. |
| Бой                                                | Рекорд                                             | Дата боя                                           | Соперник                                           | Место проведения боя                               | Раундов, время                                     | Дополнительно |                                                    |
| -------------------------------------------------- | -------------------------------------------------- | -------------------------------------------------- | -------------------------------------------------- | -------------------------------------------------- | -------------------------------------------------- | --- | -------------------------------------------------- |
| 27                                                 | 25-2                                               | 22 августа 2020                                    | Джо Смит-младший (25-3)                            | MGM Grand, Лас-Вегас, Невада, США                  | TKO9 (12), 0:26                                    | Отборочный поединок на бой за вакантный титул чемпиона мира по версии WBO в полутяжёлом весе. |                                                    |
| 26                                                 | 25-1                                               | 18 января 2020                                     | Майкл Силс (24-2)                                  | Turning Stone Resort Casino, Верона, Нью-Йорк, США | KO7 (10), 3:00                                     | Завоевал вакантные титулы чемпиона по версиям WBO Inter-Continental и WBC Continental Americas в полутяжёлом весе.                                                                                          |                                                    |
| 25                                                 | 24-1                                               | 2 февраля 2019                                     | Сергей Ковалёв (32-3-1)                            | Ford Center at The Star, Фриско, Техас, США        | UD12 (12)                                          | Потерял титул чемпиона мира по версии WBO (1-я защита Альвареса) в полутяжёлом весе. Счёт: 108-120 и 112-116 (дважды).                                                                                      |                                                    |
| 24                                                 | 24-0                                               | 4 августа 2018                                     | Сергей Ковалёв (32-2-1)                            | Hard Rock Hotel & Casino, Атлантик-Сити, США       | KO7 (12), 2:45                                     | Завоевал титул чемпиона мира по версиям WBO и IBA (2-я защита Ковалёва) в полутяжёлом весе. |                                                    |
| 23                                                 | 23-0                                               | 3 июня 2017                                        | Жан Паскаль (31-4-1)                               | Белл-центр, Монреаль, Квебек, Канада               | MD12 (12)                                          | Защитил титул WBC Silver (4-я защита Альвареса) в полутяжёлом весе. Счёт судей: 116-112, 114-114, 117-111.                                                                                                  |                                                    |
| 22                                                 | 22-0                                               | 24 февраля 2017                                    | Лучиан Буте (32-4)                                 | Centre Videotron, Квебек, провинция Квебек, Канада | KO5 (12), 2:22                                     | Защитил титул WBC Silver (3-я защита Альвареса) в полутяжёлом весе. |                                                    |
| 21                                                 | 21-0                                               | 10 декабря 2016                                    | Норберт Домбровский (19-5-1)                       | Montreal Casino, Монреаль, Квебек, Канада          | UD10 (10)                                          | Счёт судей: 97-93, 98-92, 99-91. |                                                    |
| 20                                                 | 20-0                                               | 29 июля 2016                                       | Роберт Берридж (27-4-1)                            | Centre Videotron, Квебек, провинция Квебек, Канада | UD10 (10)                                          | Счёт судей: 99-90 и 98-92 (дважды). |                                                    |
| 19                                                 | 19-0                                               | 28 ноября 2015                                     | Айзек Чилемба (24-2-2)                             | Centre Videotron, Квебек, провинция Квебек, Канада | MD12 (12)                                          | Бой за звание обязательного претендента на титул чемпиона мира в полутяжёлом весе по версии WBC. Защитил титул WBC Silver (2-я защита Альвареса) в полутяжёлом весе. Счёт судей: 114-114, 115-113, 118-110. |                                                    |
| 18                                                 | 18-0                                               | 15 августа 2015                                    | Исидро Ранони Прието (24-0-3)                      | Bell Centre, Монреаль, Квебек, Канада              | UD12 (12)                                          | Защитил титул WBC Silver (1-я защита Альвареса) в полутяжёлом весе. Счёт судей: 117/111 (все). |                                                    |
| 17                                                 | 17-0                                               | 12 июня 2015                                       | Анатолий Дудченко (19-3)                           | UIC Pavilion, Чикаго, Иллинойс, США                | TKO2 (10), 1:05                                    | |                                                    |
| 16                                                 | 16-0                                               | 25 октября 2014                                    | Рино Либенберг (16-0)                              | Salle des Étoiles, Монте-Карло, Монако             | TKO7 (12), 1:52                                    | Завоевал титул WBC Silver (1-я защита Либенберга) в полутяжёлом весе. Либенберг в нокдауне в 6-м раунде. |                                                    |
| 15                                                 | 15-0                                               | 24 мая 2014                                        | Александр Джонсон (15-1)                           | Bell Centre, Монреаль, Квебек, Канада              | UD10 (10)                                          | Счёт судей: 97/92 (все). |                                                    |
| 14                                                 | 14-0                                               | 18 января 2014                                     | Эндрю Гардинер (10-0)                              | Bell Centre, Монреаль, Квебек, Канада              | UD10 (10)                                          | Счёт судей: 96/93, 97/93, 99/91. |                                                    |
| 13                                                 | 13-0                                               | 28 сентября 2013                                   | Эдисон Миранда (35-8)                              | Bell Centre, Монреаль, Квебек, Канада              | UD10 (10)                                          | Счёт судей: 95/94, 97/92, 99/90. |                                                    |
| 12                                                 | 12-0                                               | 22 марта 2013                                      | Николсон Пулар (19-3)                              | Bell Centre, Монреаль, Квебек, Канада              | TKO3 (12)                                          | Титулы WBO NABO (3-я защита Альвареса) и WBA-NABA (1-я защита Пулара) в полутяжёлом весе. |                                                    |
| 11                                                 | 11-0                                               | 14 декабря 2012                                    | Дэнни Макинтош (13-3)                              | Bell Centre, Монреаль, Квебек, Канада              | KO8 (10)                                           | Титул WBO NABO в полутяжёлом весе (2-я защита Альвареса). |                                                    |
| 10                                                 | 10-0                                               | 12 октября 2012                                    | Даниэль Реги (15-6)                                | Bell Centre, Монреаль, Квебек, Канада              | TKO2 (8)                                           | |                                                    |
| 9                                                  | 9-0                                                | 8 июня 2012                                        | Шон Хоук (23-1-1)                                  | Bell Centre, Монреаль, Квебек, Канада              | UD12 (12)                                          | Титул WBO NABO в полутяжёлом весе (1-я защита Альвареса). Счёт судей: 118/109 и 119/108 (дважды). |                                                    |
| 8                                                  | 8-0                                                | 20 апреля 2012                                     | Рэйко Сондерс (22-15-2)                            | Bell Centre, Монреаль, Квебек, Канада              | UD8 (8)                                            | Счёт судей: 80/72 (все). |                                                    |
| 7                                                  | 7-0                                                | 10 декабря 2011                                    | Эмилиано Каетано (21-3)                            | Bell Centre, Монреаль, Квебек, Канада              | KO1 (12)                                           | Завоевал титул WBO NABO в полутяжёлом весе. |                                                    |
| 6                                                  | 6-0                                                | 20 октября 2011                                    | Майкл Уалчук (9-4)                                 | Bell Centre, Монреаль, Квебек, Канада              | RTD6 (10)                                          | |                                                    |
| 5                                                  | 5-0                                                | 21 мая 2011                                        | Дэвид Уиттом (11-14-1)                             | Bell Centre, Монреаль, Квебек, Канада              | UD4 (4)                                            | Счёт судей: 40/36 (все). |                                                    |
| 4                                                  | 4-0                                                | 8 апреля 2011                                      | Эрнесто Самора (18-21-1)                           | Bell Centre, Монреаль, Квебек, Канада              | TKO3 (4)                                           | Самора три раза в нокдауне в 3-м раунде. |                                                    |
| 3                                                  | 3-0                                                | 7 ноября 2009                                      | Альваро Энрикес (9-7-2)                            | Montreal Casino, Монреаль, Квебек, Канада          | UD4 (4)                                            | Счёт судей: 40/34 и 40/35 (дважды). |                                                    |
| 2                                                  | 2-0                                                | 3 октября 2009                                     | Уиллард Льюис (17-21-3)                            | Montreal Casino, Монреаль, Квебек, Канада          | TKO2 (4)                                           | |                                                    |
| 1                                                  | 1-0                                                | 28 августа 2009                                    | Джесси Сандерс (14-6-2)                            | Montreal Casino, Монреаль, Квебек, Канада          | KO1 (4)                                            | |                                                    |
| Бой                                                | Рекорд                                             | Дата боя                                           | Соперник                                           | Место проведения боя                               | Раундов, время                                     | Дополнительно |                                                    |

## Интересные факты
- Элейдер Альварес является обладателем очень специфического достижения — он самый длительный период в истории бокса владел и защищал статус обязательного претендента на чемпионский титул, но так и не встретился с боксёром которому принадлежал этот титул. 25 ноября 2014 года Элейдер Альварес (16-0) нокаутировал не имеющего поражений южноафриканца Рыно Либенберга (16-0). Оба боксёра входили в рейтинг WBC и Альварес в этом бою завоевал титул WBC silver и встал на первую строчку рейтинга, что уже приравнивалось к статусу обязательного претендента, но тогда Альварес не был объявлен обязательным претендентом. В августе 2015 года Альварес защитил этот титул с небитым парагвайцем Исидо Прието (24-0-3). В ноябре 2015 года победил Айзека Чилембу, снова защитил титул серебряного чемпиона и уже официально получил статус обязательного претендента. 24 февраля 2017 года Альварес нокаутировал Лучиана Бутэ и во второй раз официально завоевал статус обязательного претендента. В Июне 2017 года Альварес победил Жана Паскаля и в третий раз официально подтвердил звание обязательного претендента. Весь этот период времени чемпионским титулом владел канадец Адонис Стивенсон который в течение 5 лет так и не провёл ни одной обязательной защиты титула, проведя 7 добровольных защит пояса установив тем самым своеобразный анти-рекорд. Элейдер Альварес 3 раза официально становился обязательным претендентом, а по сути 5 раз в рейтинговых боях за 1-ю строчку рейтинга подтверждал свой статус обязательного претендента, но так и не вышел на заслуженный поединок за пояс WBC, при том что оба боксёра (Альварес и Стивенсон) состояли на контракте у одного промоутера (Ивона Мишеля), и с технической точки зрения организовать этот бой не было бы сложным, так как не было противоречий между телеканалами и прочими контрактами.